# 48 angeli
48 angeli (48 Angels) è un film del 2007 diretto da Marion Comer.

## Trama
Nell'Irlanda del Nord, Seamus, un ragazzino che soffre di una malattia terminale per la quale i medici ritengono non ci sia più speranza, decide di seguire l'esempio di una storia raccontatagli dalla sua amica Grace, quella di san Columb Cille, che sentendosi in colpa per aver provocato la battaglia di Cúl Dreimhne, ascoltò il consiglio di un suo amico che lo aveva invitato a lasciare l'Irlanda su una barca senza vela né remi, affinché la corrente lo conducesse a Dio, ovvero lo facesse approdare ovunque Dio volesse, così egli giunse sull'isola di Iona e da lì poté salvare tante anime quanto il numero dei morti in battaglia.
Seamus parte dunque su una barca senza vela, buttando i remi in mare, e lungo il viaggio si addormenta. Si risveglia su un'isola dove incontra un ragazzo con qualche anno in più, James, e poco dopo, mentre James cerca di scacciarlo, entrambi trovano un uomo accasciato mezzo morto su una panchina, Darry. Seamus si convince subito che quell'uomo sia Gesù e lo vuole aiutare. I due ragazzi scorgono dei poliziotti che stanno cercando qualcuno, presumibilmente l'uomo ferito, quindi decidono di allontanarsi con lui dall'isola sulla barca di Seamus. I tre approdano su una nuova riva, da qui James si allontana per conto suo e si fa dare un passaggio in automobile, poi con una scusa fa scendere il guidatore e gli ruba l'auto, e infine torna da Seamus e Darry, ripartendo con loro in macchina. Darry indica a James una casa dove fermarsi, e qui l'uomo inizia a riprendersi dalle ferite. Intanto James ripensa al motivo per cui è scappato di casa, ovvero il trauma per la morte di suo padre, ed essendo minorenne la polizia sta cercando anche lui.
Il giorno dopo Darry manda James a chiamare una persona che si trova presso il molo, Matthew, e la sera Darry si fa accompagnare da James presso un locale per parlare ancora con Matthew: dalla loro conversazione emerge che Darry è un terrorista che si è ferito a causa di una bomba ed è in rotta con la propria organizzazione perché loro non vogliono più usare armi, mentre lui vuole compiere altri attentati. Darry spara alle gambe di Matthew e gli intima di far venire Billy, il capo dell'organizzazione, all'alba dell'indomani al faro, o ucciderà i ragazzi facendo ricadere la colpa su Billy. Darry porta quindi in motoscafo i ragazzi al faro, che all'alba viene accerchiato dai membri dell'organizzazione. Mentre Seamus ha ormai capito che Darry non è Gesù, i tre fuggono dall'agguato tornando al motoscafo, ma Billy spara a Darry e lo uccide, mentre i due ragazzi si ritrovano sul motoscafo alla deriva, perché la chiave è caduta in mare.